# Aditya Narayan
Aditya Narayan Jha (en nepalí: आदित्य नारायण झा), nacido el 6 de agosto de 1987, distrito de Saptari, Nepal), conocido artísticamente  como Aditya Narayan. Es un actor, cantante de playback o reproducción, presentador de televisión y compositor. Es único hijo del cantante de playback Udit Narayan y de Deepa Narayan.

## Biografía
Aditya Narayan Jha es hijo de Udit y de Deepa Narayan Jha. Su abuelo es Harekrishna Jha y su abuela Bhuvaneshwari Devi. 
Narayan completó sus estudios en la escuela Utpal Shanghvi en 2003, sus estudios universitario de la Facultad de Comercio de Mitthibai. Se graduó de la Escuela Técnica Superior de Música en Londres, Reino Unido, donde hizo un curso durante un año de música contemporánea inglés. Completó su graduación en la carrera de comercio a través de su correspondencia.

## Carrera
Aditya Narayan Jha cuando tenía unos 8 años de edad, comenzó su carrera musical. Su primera canción de playback fue cuando interpretó para una película de 1995 titulado "Akele Tum Akele Hum" junto con su padre, Udit Narayan. Ha interpretado muchas canciones con cantantes como Asha Bhosle y su padre. Su famosa canción fue "Chhota Bachha Jankey Humko", para la película de 1996 titulado "Masoom", en la que fue un éxito en todo el país. También interpretó junto a A.R. Rahman para las películas Rangeela y Taal. Siendo todavía niño, actuó en dos películas: Pardes (1997) con Shahrukh Khan y Jab Pyaar Kisise Hota Hai (1998), como el hijo de Salman Khan.
En 2006 completó un diploma en música contemporánea inglés en las Escuelas de Música de Tecnología, en Londres. A su regreso a la India, fue llamado para audicionar para el evento musical "Sa Re Ga Ma Pa Challenge" en 2007. Se convirtió en uno de los intérpretes de los reality shows más exitosos de la historia en la televisión india.

## Filmografía

### Cantante de playback
- Shaapit (2010)

- Chal Chalein (2009)

- Hum Saath-Saath Hain: We Stand United (1999)

- Taal (1999)

- Biwi No.1 (1999)

- Pardesi Babu (1998)

- Chachi 420 (1998)

- Pardes (1997)

- Diljale (1996)

- Akele Hum Akele Tum (1995)

- Rangeela (1995)

### Presentador de televisión
- X Factor India (2011)
- Saregamapa Challenge (2009)
- Saregamapa Li'l Champs (2008)
- Saregamapa Challenge (2007)

### Actor
- Shaapit (2010)
- Jab Pyaar Kisise Hota Hai (1998)
- Pardes (1997)
- Rangeela (1995)

## Premios
Film Awards:
- Screen Award 1997-Special Jury Award for his song 'Chhota baccha jaan ke' from the film Masoom(1996 film).[1][2]